# Computadora portátil

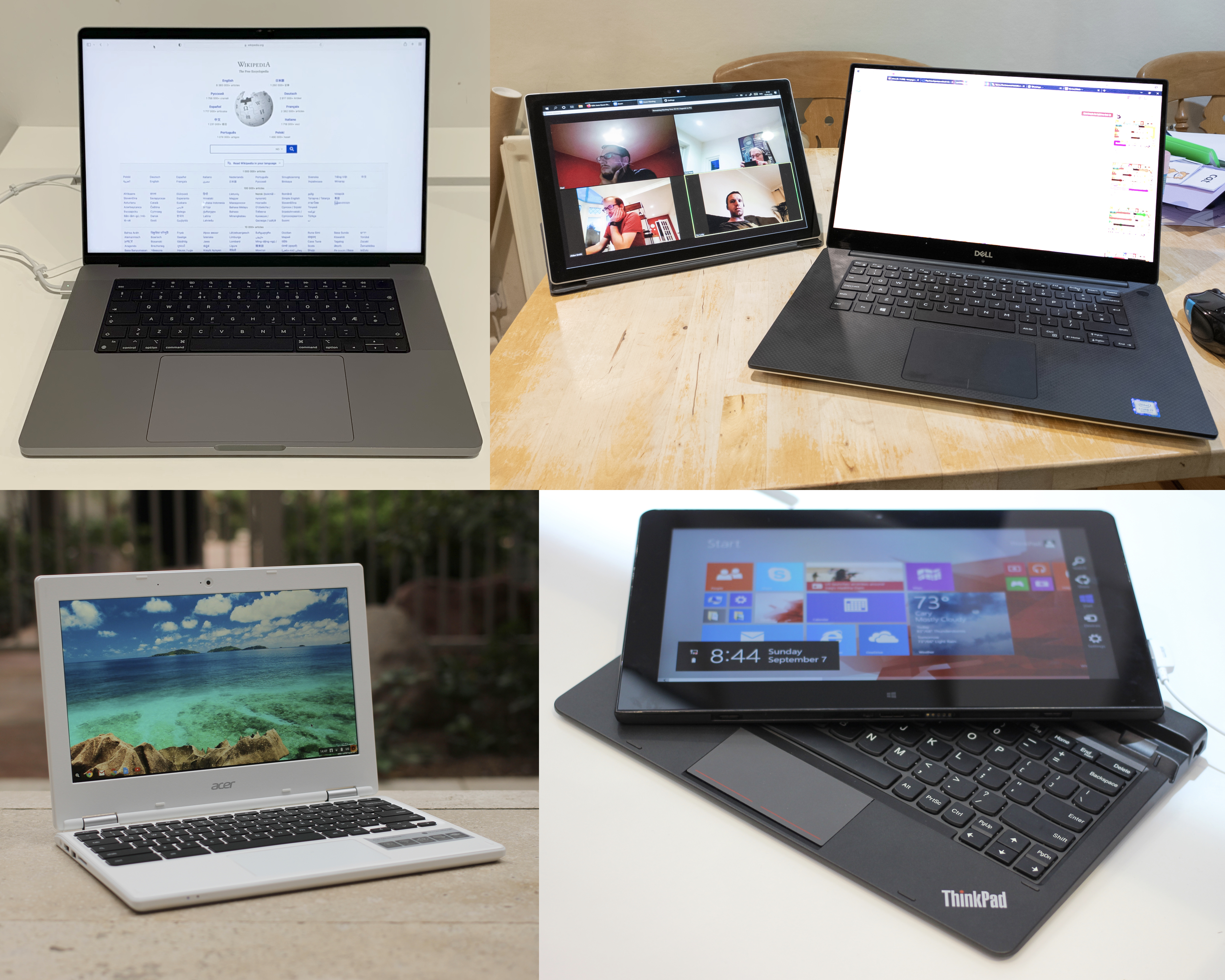
De izquierda a derecha en sentido horario: una MacBook Pro 2021 de Apple, un Microsoft Surface Pro 7 con bisagra desmontable (izquierda) y un Dell XPS 15 9570 de 2018 con bisagra de 360 grados (derecha); una ThinkPad Helix 2014 de Lenovo con pantalla desmontable; y un Acer Chromebook 11 de 2014.

Una computadora portátil, computador portátil u ordenador portátil, a veces simplemente conocido como portátil o por los anglicismos laptop y notebook es una computadora personal que se puede mover o transportar con relativa facilidad. Los ordenadores portátiles son capaces de realizar todas las tareas que realizan las computadoras de escritorio y normalmente poseen conectividad inalámbrica Wi-Fi y Bluetooth. Una computadora portátil funciona con una batería recargable, contiene una pantalla led o LCD, teclado, panel táctil o touchpad, una unidad de estado sólido o disco duro, puertos como USB o HDMI, cámara, etc. y puede tener diferentes sistemas operativos como MacOS, Linux, Windows y Chrome OS. Los portátiles que tienen este último sistema operativo son conocidos como Chromebooks.
Las computadoras portátiles son pequeñas, livianas y están especialmente diseñadas para que sus baterías sean capaces de alimentarlas durante un período prolongado de tiempo (generalmente de cuatro a cinco horas). La medida de las pantallas van de las 11 a las 15 pulgadas, aunque las más comunes rondan las 14 pulgadas en formato de pantalla panorámica, Y gracias a los avances de los procesadores y los SoC algunas en potencia llegan a ser iguales a sus variantes de escritorios.
El término laptop es un acrónimo que deriva de las palabras en inglés lap (regazo) y top (de «on top of», «encima de»), que significa «encima del regazo», a diferencia del término «desktop» (literalmente: «encima de la mesa») que en inglés se utiliza para referirse a las computadoras de escritorio. Por su parte, el anglicismo notebook se traduce como «cuaderno de notas», por lo que algunas veces se hace una pequeña distinción entre una computadora portátil o laptop y una notebook, siendo una notebook aproximadamente del mismo tamaño que un cuaderno y necesariamente más pequeña que una laptop. A pesar de lo anterior, no existe una convención de nomenclatura oficial y, en el lenguaje popular, el uso de los dos nombres es aleatorio: las computadoras portátiles pequeñas con menos funciones se denominan ocasionalmente notebooks y las computadoras portátiles grandes con mayores funciones se denominan ocasionalmente laptops.

## Historia

### Antecedentes

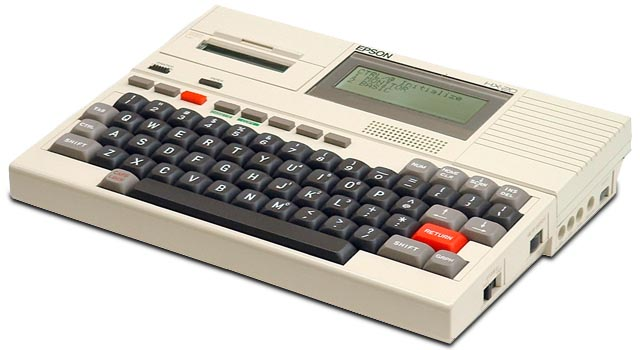
El Epson HX-20 de 1982 es considerada la primera laptop. Era del tamaño de una hoja de papel A4, pesaba 1,6 kg y poseía una memoria RAM de 16 kb.

El Epson HX-20 es generalmente considerado como el primer ordenador portátil. Fue un microordenador producido por Epson a principios de los años 1980. Sin embargo, no era una computadora personal adecuada para su uso corporativo y Epson apuntó a investigadores y vendedores como compradores potenciales.
Otra de las primeras computadoras portátiles fue la Osborne 1 desarrollada en 1981. Demostró sus grandes beneficios para el trabajo de científicos, militares, empresarios, y otros profesionales, que vieron la ventaja de poder llevar con ellos su computadora con toda la información que necesitaban de un lugar a otro.
La Osborne 1 salió al mercado comercial en abril de 1981. Tuvo éxito para los comercios mayoristas con el formato actual, aunque entonces eran sumamente limitadas, incluso para la tecnología de la época.
La Grid Compass 1100 se introdujo en 1982, fue la primera portátil con diseño clamshell. En este diseño, la pantalla se pliega hacia el resto de la computadora cuando está cerrada, y estaba hecha de aleación de magnesio. Fue ampliamente utilizado por el ejército estadounidense y por la NASA en la década de 1980.
En 1985 Toshiba puso a la venta el Toshiba T1100, descrito por el fabricante como el "primer ordenador portátil del mercado de masas del mundo". El portátil incluía una pantalla LCD monocroma, no tenía disco duro y funcionaba completamente con disquetes.Fue la primera portátil de éxito comercial, ganó mucha aceptación en el mercado por su portabilidad y se vendieron 10.000 unidades en tan sólo su primer año en el mercado, la mayoría en Europa.En 2013 el Instituto de Ingeniería Eléctrica y Electrónica nombró al Toshiba T1100 como uno de "los inventos más importantes en la historia de la tecnología".
Las pantallas alcanzaron una resolución de 640x480 (VGA) en 1988 con la Compaq SLT/286,y las pantallas a color comenzaron a ser una mejora común en 1991, con aumentos en la resolución y el tamaño de la pantalla que se hicieron frecuentes hasta la introducción de laptops con pantallas de 17 pulgadas en 2003.
La The Psion MC400 se puso a la venta en 1989, fue una portatil que se adelantó a su tiempo, era pequeño, ligero y fue el primero en incorporar panel táctil y almacenamiento SSD.La The Psion MC400 fue nombrado uno de "los dispositivos más influyentes de la historia" por la revista Time (All-TIME 100 Gadgets).

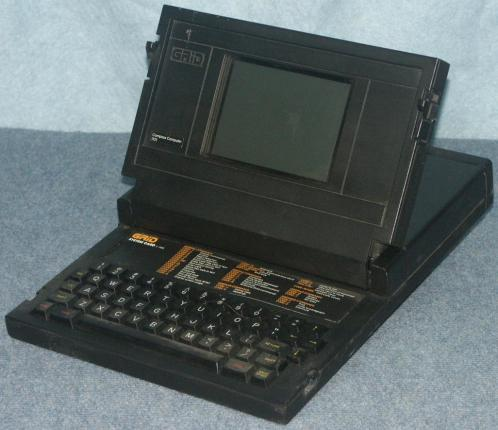
Grid Compass 1100 de 1982.

Los discos duros comenzaron a usarse en equipos portátiles gracias a la introducción de unidades de 3.5 pulgadas a finales de los años 80, y se volvieron comunes en laptops con la llegada de unidades de 2.5 pulgadas y más pequeñas alrededor de 1990. Sin embargo, sus capacidades generalmente han estado por detrás de las de los discos más grandes utilizados en computadoras de escritorio.
En 1995, con la llegada de Windows 95, la venta de las portátiles se incrementó notablemente. En la actualidad rebasa las ventas de los equipos de escritorio. En el tercer trimestre de 2008, las ventas de los portátiles superaron por primera vez las de los equipos de escritorio, según la firma de investigación iSuppli Corp.

En las últimas décadas se desarrollaron portátiles con novedades importantes como el primer portátil 2 en 1 (Compaq Concerto en 1993), con conexión wifi (iBook en 1999), el portátil convertible (Acer TravelMate C100 en 2000), con panel solar (Samsung NC215S en 2011), el portátil flexible (Lenovo X1 Fold en 2021), con dos pantallas (ASUS Zenbook Duo en 2019).

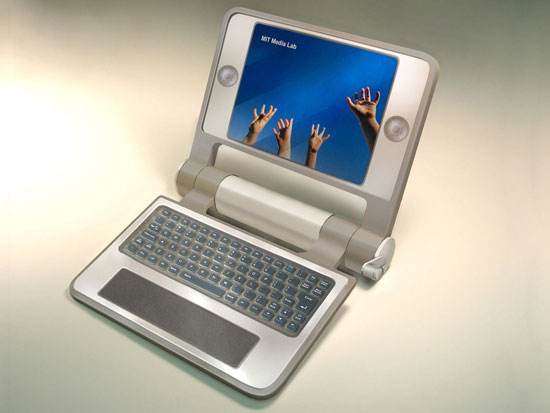
Prototipo de la primera generación de las computadoras portátiles de 100 dólares.

### Computadora portátil de escritorio
Una computadora portátil de escritorio o desknote es un híbrido entre una computadora de escritorio y una portátil tradicional.
A finales de 2002, ECS introdujo la computadora portátil de sobremesa al mundo de las computadoras.
Una computadora portátil de sobremesa es una computadora portátil con la tecnología y especificaciones (incluyendo potencia y velocidad) más recientes de computadoras de escritorio; combina la unidad principal de computadora (p. ej. placa madre, CPU, disco duro, puertos externos, etc.) con una pantalla de cristal líquido (LCD). Por tanto, una computadora portátil de escritorio generalmente tiene un tamaño similar a un portátil grande, aunque a diferencia de estos, los desknotes requieren un teclado y un ratón externo.

### Computadora 2 en 1 o híbridos
Un PC 2-en-1, también conocido como Tablet 2-en-1, Laptop 2-en-1, desmontable 2-en-1, laplet o simplemente 2-in-1, es una computadora portátil que combina características tanto de una tableta como de una laptop. Antes de la aparición de los 2-en-1, términos como "convertible" e "híbrido" ya eran empleados por periodistas especializados en tecnología.
El término "convertible" generalmente hacía referencia a PCs 2-en-1 con mecanismos que permitían ocultar el teclado, como diseños en los que el teclado podía deslizarse o girarse hacia la parte posterior del chasis. Por otro lado, el término "híbrido" solía aplicarse a dispositivos que permitían desacoplar el teclado, ofreciendo mayor versatilidad en su uso.
Uno de sus mayores exponentes en esta clase de computadores eran Microsoft con su linea Surface lanzado en el año 2012

### Impacto social
«Lo crucial es que el crecer en una sociedad moderna ha sufrido tres cambios fundamentales: la modificación de las relaciones familiares, la reestructuración de las fases de la niñez y de la juventud, y un crecimiento de los aparatos tecnológicos día a día.» La comunicación es fundamental especialmente para los jóvenes que viven en esta época de modernización.
Los aparatos tecnológicos como las computadoras portátiles, han facilitado esta comunicación de persona a persona, ya que a través de esta tecnología uno se puede comunicar sin necesidad de estar de frente a la otra persona.
El poder comunicarse a través de estos medios le han facilitado a muchos sus trabajos ya que tienen «mayor libertad y comodidad». Pero también existe una desventaja de estos avances en la tecnología como la computadora portátil, nos han hecho ser personas más individualistas y, en una sociedad tan competitiva como ésta, las personas deben desarrollarse tanto en el ámbito social como en el tecnológico, y conseguir un equilibrio entre ambos para poder progresar.
El impacto social de la tecnología y la ciencia han sido soporte de la mejora en el bienestar de una población y su calidad de vida, sin descuidar los aspectos materiales relacionados con ellos, tales como la alimentación, la vivienda, el transporte, las comunicaciones y toda la actividad de infraestructura económica que resulta imprescindible para el desarrollo de un país y de sus personas.

## Componentes

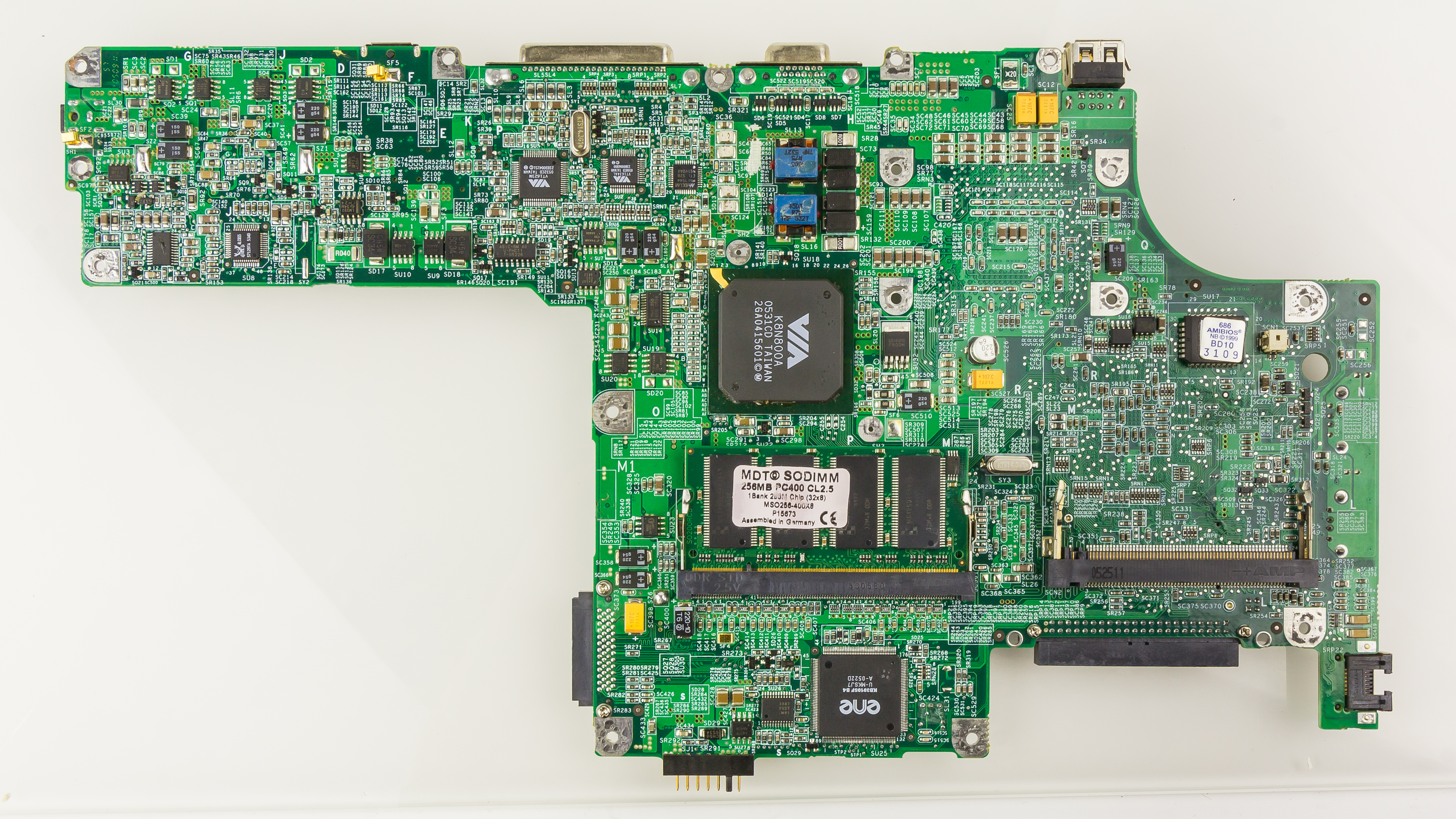
Placa base de una computadora portátil.

Muchos de los componentes de un ordenador portátil son similares a los componentes de los ordenadores de escritorio, pero habitualmente son de menor tamaño, con componentes similares, algunos de los cuales se citan a continuación:
- CPU de bajo consumo: Intel Core i3/i5/i7, Celeron, Pentium, AMD Ryzen
- Disco duro de 6,35 cm (2,5") o menor, frente a los discos de 8,89 cm (3,5") de los ordenadores de escritorio. También Unidades de estado sólido.
- Módulos de memoria RAM SO-DIMM (Small Outline DIMM) más pequeños que los DIMM usuales en los ordenadores de escritorio.
- Unidad lectora y grabadora de CD, DVD o Blu-Ray de formato reducido (slim). Los modelos actuales (2021-2022) ya no incluyan un lector, pero puede comprar por separado (externo).
- Teclado integrado, que suelen tener una distancia de recorrido más corta para las combinaciones y para un reducido grupo de teclas. No suele contar con teclado numérico y las teclas de función pueden estar colocadas en sitios que difieren de un teclado de ordenador de sobremesa.
- Pantalla integrada tipo TFT u OLED que a su vez realiza la función de tapa del portátil y facilita su movilidad. Los portátiles modernos generalmente cuentan con una pantalla de 13 pulgadas (33 cm) o mayor, con resoluciones de 1280×800 (16:10) o 1366 × 768 (16:9) pixeles o superiores. Algunos modelos utilizan pantallas con resoluciones comunes en ordenadores de sobremesa (por ejemplo, 1440×900, 1600×900 y 1680×1050) Los modelos con retroiluminación basada en led tienen un menor consumo de electricidad y ángulos de visión más anchos. Los que cuentan con pantallas de 10 pulgadas (25 cm) o menos poseen una resolución de 1024×600, mientras que los de 11,6 (29 cm) o 12 pulgadas (30 cm) tienen resoluciones estándares de portátiles.[32][33][34]
- Panel táctil para manejar el puntero en lugar del ratón.
- Cargador o abreviadamente PSU (del inglés Power Supply Unit, fuente de alimentación), que tiende a ser universal (denominado Universal Power Adapter for Mobile Devices - UPAMD).[35] Los portátiles se pueden cargar en uso, para optimizar tiempo y energía. Generalmente pueden recibir indistintamente corriente alterna americana (110 V a 60 Hz) o europea (220 V a 50 Hz), y producen un voltaje de corriente continúa de unos 12 voltios (en el rango de 7,2 a 19,5 voltios).
- Batería, que suele tener típicamente una duración de 2 a 4 horas en equipos de 15,6".

Common Building Block es el estándar de Intel y los principales fabricantes de portátiles para los componentes.

## Características

### Características actuales de los portátiles
Los portátiles funcionan generalmente con una batería recargable y un adaptador que proporciona energía al dispositivo y carga la batería, incluso cuando está apagado, a menudo a través de puertos USB. Actualmente, el USB-C se ha convertido en el estándar para la carga en muchos modelos modernos, gracias a su versatilidad y eficiencia. Además, el Consorcio Wireless Power continúa desarrollando tecnologías para la carga inalámbrica de laptops, aunque aún no son ampliamente adoptadas.

### Diseño y funcionalidades
- Almacenamiento y potencia: Aunque los portátiles tienden a tener menos potencia y capacidad en comparación con las PC de escritorio al mismo precio, ofrecen ventajas como menor consumo energético, mayor portabilidad y funcionamiento más silencioso. Sin embargo, los modelos actuales cuentan con unidades SSD de alta velocidad y gráficos integrados mejorados, reduciendo estas brechas de rendimiento.
- Conectividad:
  - Cuentan con varios puertos USB, predominantemente USB-C en los modelos recientes.
  - Incluyen conectividad Wi-Fi y Bluetooth como estándar desde la década de 2010.
  - Los slots para tarjetas de expansión (como PCMCIA y ExpressCard) han desaparecido en favor de adaptadores inalámbricos o accesorios USB.
- Pantalla y entrada: La mayoría incluye pantallas LED o LCD de alta definición y touchpads mejorados que admiten gestos multitáctiles.
- Compatibilidad: Aunque históricamente algunos portátiles requerían controladores y software específicos, la mayoría ahora admite hardware genérico para accesorios como módems USB.

### Crisis de los chips en los 2000s
A mediados de los 2000s, Los portátiles usaban componentes miniaturizados y soldados con tecnología BGA, lo que dificulta su reparación y aumenta el costo de los reemplazos. Los problemas comunes incluyen fallas en chips de video, transistores de regulación de voltaje o el procesador. Además, la falta de un estándar universal para el diseño de portátiles elevo los costos de reparación y puede generar incompatibilidades incluso entre modelos de un mismo fabricante.

### Subportátil

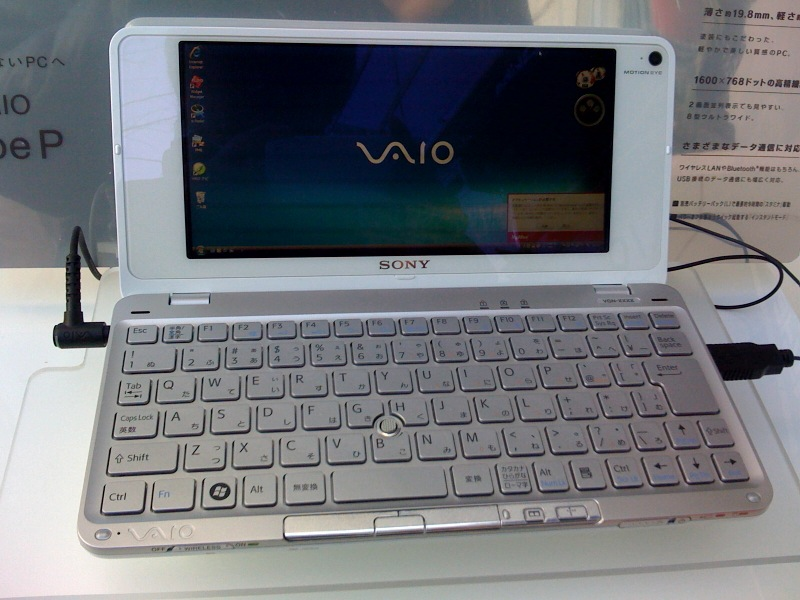
Sony VAIO Serie P (2009).

Los portátiles ultracompactos, como los eran la serie VAIO P, representan una categoría de dispositivos diseñados para máxima portabilidad. Estos equipos eliminan componentes voluminosos, como las unidades ópticas, y reducen la potencia de hardware, especialmente en tarjetas gráficas y procesadores, para lograr diseños ultradelgados y ligeros, ideales para usuarios en movimiento.
Aunque su capacidad de procesamiento es menor en comparación con los portátiles tradicionales, los avances recientes han permitido integrar sistemas operativos optimizados para un rendimiento fluido. Además, su uso se apoya en gran medida en soluciones de almacenamiento en la nube y aplicaciones basadas en web, minimizando la necesidad de hardware potente. Actualmente, esta categoría ha evolucionado hacia dispositivos como ultrabooks y tablets convertibles, ofreciendo una mejor combinación de rendimiento y portabilidad.

### Fabricantes y marcas
Muchas marcas, incluidas las más importantes, no diseñan y no fabrican sus ordenadores portátiles. En su lugar, un pequeño número de fabricantes de diseños originales (ODM) diseñan los nuevos modelos de ordenadores portátiles, y las marcas eligen los modelos que se incluirán en su alineación. En 2006, siete ODM principales fabricaron 7 de cada 10 ordenadores portátiles en el mundo, con el más grande (Quanta Computer) que tiene el 30% de cuota del mercado mundial. Por lo tanto, a menudo son modelos idénticos a disposición tanto de una multinacional y de una empresa de bajo perfil ODM de marca local. La gran mayoría de ordenadores portátiles en el mercado son fabricados por un puñado de fabricantes de diseños originales (ODM).
Los más importantes son:

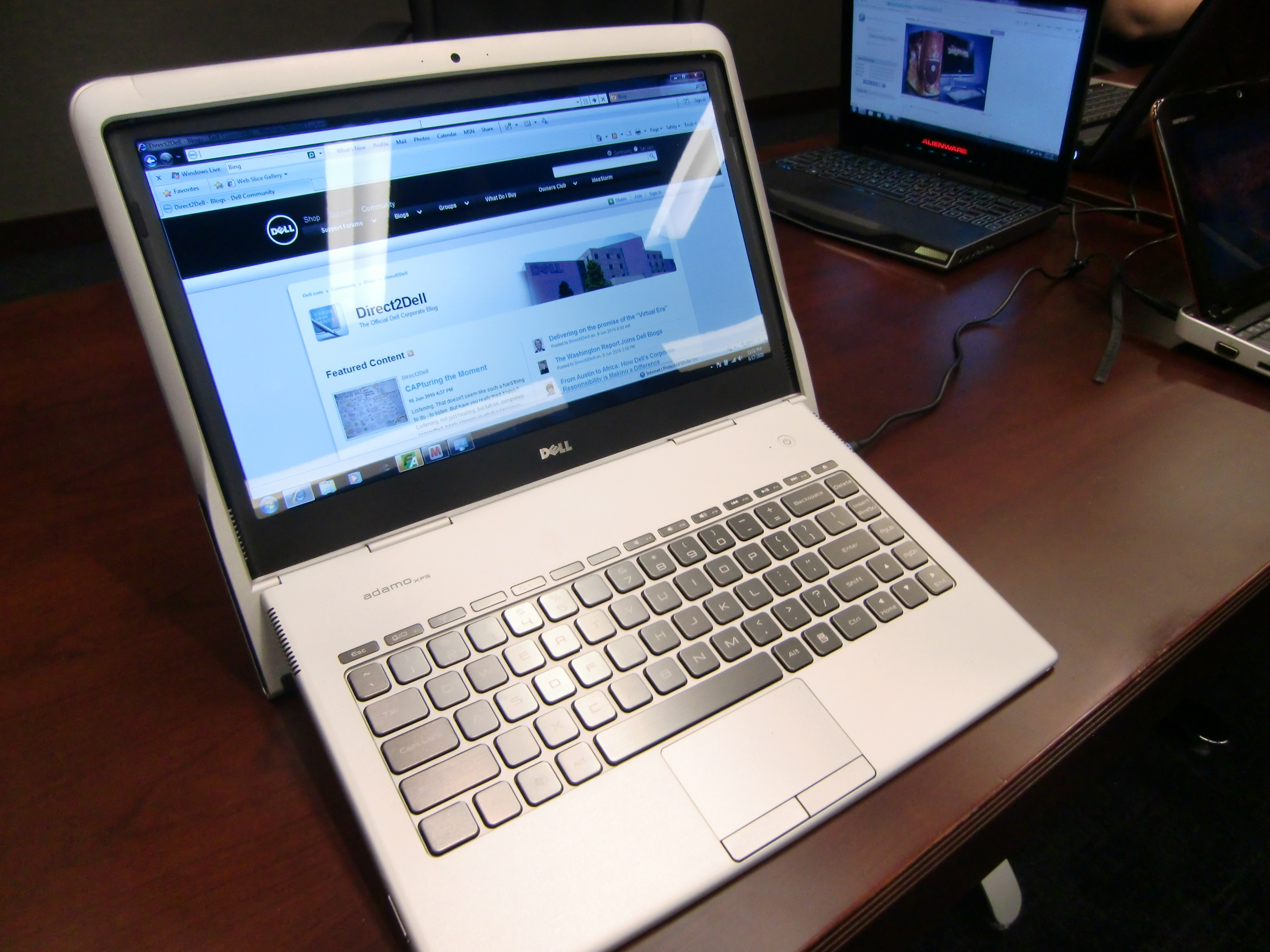
Dell Adamo XPS.

- Quanta Computer: Sigue siendo uno de los mayores fabricantes de laptops del mundo, produciendo dispositivos para gigantes como HP, Dell, Apple, Lenovo, y Acer, además de colaborar con marcas emergentes y de nicho. Su liderazgo se mantiene gracias a su capacidad de producción masiva y calidad.
- Compal Electronics: Fabrica laptops para marcas líderes como HP, Dell, Acer, Lenovo y Xiaomi, consolidándose como el segundo mayor fabricante de laptops.
- Wistron Corporation: Esta antigua división de Acer fabrica equipos para Dell, Lenovo, HP y otras marcas, especializándose en dispositivos premium y soluciones personalizadas.
- Pegatron: Derivada de Asus, produce laptops para Apple, Microsoft (línea Surface) y otras marcas de renombre. Ha crecido rápidamente en sectores como el gaming y los convertibles.
- Flextronics: Colabora principalmente con HP, Dell y NEC, aunque su enfoque se ha ampliado hacia soluciones industriales y empresariales.
- ECS (Elitegroup Computer Systems): Trabaja con Lenovo, Dell y Fujitsu, y también ofrece soluciones ODM para marcas emergentes.
- Asus: Además de su propia línea de laptops, Asus continúa colaborando con Apple para dispositivos específicos y con marcas como Sony y Samsung, aunque en menor escala que en años anteriores.
- Inventec: Suministra equipos para HP, Toshiba, Xiaomi y Acer, siendo un jugador clave en dispositivos portátiles ligeros y Chromebooks.
- Clevo y Sager: Especializados en laptops personalizables y de alto rendimiento, especialmente para gaming y estaciones de trabajo. Trabajan con marcas como XMG, Origin PC y Eurocom.

Entre los fabricantes de notebooks, se incluyen:
- Acer Inc.
- Alienware (subsidiaria de Dell, especializada en laptops gaming de alta gama).
- Apple (línea MacBook).
- Asus (incluyendo ROG para gaming).
- Chuwi (marca china de laptops y convertibles asequibles).
- Dell (incluyendo XPS para portátiles premium).
- Falcon Northwest (enfocada en equipos personalizados de alto rendimiento).
- Fujitsu (aún activa en ciertos mercados con dispositivos empresariales).
- Gateway (revivida como una marca asequible propiedad de Acer).
- Gigabyte (incluyendo la línea Aorus para gaming).
- Hasee (fabricante chino con mercado limitado a Asia).
- HP (Hewlett-Packard).
- Huawei (línea MateBook).
- Lenovo (incluyendo ThinkPad, IdeaPad, y Legion para gaming).
- LG Electronics (línea Gram, enfocada en ultraligeros).
- Medion (subsidiaria de Lenovo, enfocada en el mercado europeo).
- MSI (Micro-Star International) (líder en laptops gaming y estaciones de trabajo).
- Razer (especializada en laptops premium para gaming y creatividad).
- Samsung (línea Galaxy Book).
- TCL Corporation (emergente en el mercado de laptops).

## Ventajas

### Portabilidad

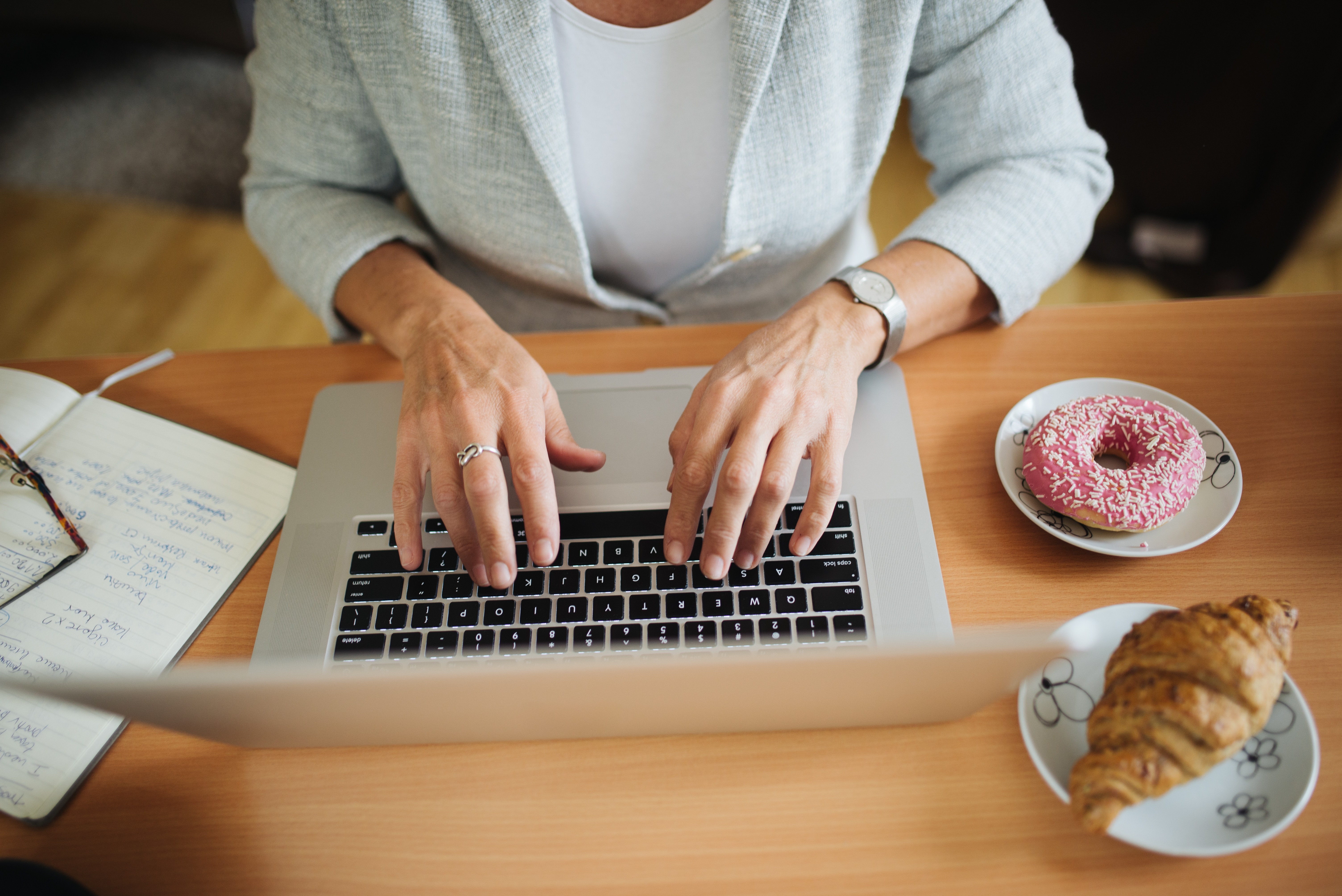
Mujer usando una computadora portátil

Es usualmente la primera peculiaridad mencionada al comparar las computadoras portátiles con las de escritorio. La portabilidad física permite que la computadora portátil pueda ser usada en muchos lugares — no solo en el hogar y el trabajo, pero también durante el transporte o viaje, en cafeterías, auditorios, librerías, en el lugar donde se encuentra el cliente, etc. La portabilidad ofrece muchas ventajas.
- Productividad: Usar una computadora portátil en lugares y situaciones inapropiadas para una computadora de escritorio. Por ejemplo: Un empleado administrando sus correos electrónicos durante un viaje largo o un estudiante realizando su tarea en la cafetería durante un descanso entre conferencias.
- Inmediatez: El transportar una computadora portátil implica tener acceso instantáneo a información diversa, archivos personales y trabajos. La inmediatez permite una mejor colaboración entre empleados o estudiantes, ya que una computador portátil puede ser abierta para presentar la información deseada en cualquier momento y lugar.
- Información actualizada: Si una persona tiene más de una computadora de escritorio, los cambios realizados en una no se reflejan automáticamente en la otra. Existen varias soluciones al problema, incluyendo la transferencia (mediante memorias USB o discos ópticos) o el uso de un programa de sincronización por Internet. Sin embargo el uso de una sola computadora portátil en ambos lugares evita el problema por completo, así que los archivos existen en un solo lugar y siempre están actualizados.
- Conectividad: La proliferación de redes inalámbricas Wi-Fi y servicios de banda ancha móvil (HSDPA, LTE y otras) combinadas con el soporte casi universal de las computadoras portátiles implica que una computadora portátil puede acceder fácilmente a Internet y las redes locales mientras están en movimiento.

### Otras ventajas
- Tamaño: Las computadoras portátiles son más pequeñas que las computadoras de escritorio. Esto es una ventaja en lugares donde hay poco espacio, como departamentos pequeños. Cuando no está en uso, una computadora portátil puede cerrarse y ser guardada.
- Menor consumo de energía: Las computadoras portátiles son mucho más eficientes que las computadoras de escritorio. Una computadora portátil usa 20-120 Watts comparados con los 100-800 Watts para las computadoras de escritorio. Esto puede beneficiar especialmente a los negocios (los cuales usan cientos de computadoras personales, multiplicando los ahorros potenciales) y hogares donde una computadora siempre está encendida (como un servidor de medios doméstico, servidor de impresión, etc.).
- Más silenciosas: Las computadoras portátiles son usualmente más silenciosas que las computadoras de escritorio, debido a los componentes (discos duros más lentos y silenciosos de 2,5 pulgadas) y la menor producción de calor implicando el uso de ventiladores más pequeños y silenciosos.
- Batería: Una computadora portátil puede continuar en uso en caso de un apagón y no es afectada por interrupciones de energía cortas y apagones. Una computadora de escritorio necesita una UPS o No-Break para manejar las interrupciones breves, apagones y picos; alcanzar un tiempo de batería mayor a 20 a 30 minutos requiere un UPS o No-Break grande y costoso.
- Todo en uno: Diseñadas para ser portátiles, las computadoras portátiles tienen todo integrado en la carcasa. Para las computadoras de escritorio (con excepción de las todo en uno) esto se divide en el escritorio, teclado, ratón, pantalla y periféricos opcionales como los altavoces.

## Desventajas
- La pantalla se sitúa por debajo de la línea de visión. Se necesita inclinar la cabeza constantemente, lo que resulta una postura perjudicial. Para trabajos puntuales no supone una gran molestia, pero si el aparato se utiliza como un ordenador de trabajo durante días y meses puede crear problemas en la columna.
- Las batería eléctricas por el momento no pueden cubrir siete u ocho horas de funcionamiento, una jornada laboral media. Por lo que la movilidad se ve reducida.
- Los distintos tipos de «ratón» que traen son más incómodos y menos manejables que los de sobremesa. Se han probado de botón y por pantalla, pero ninguna de las dos soluciones alcanza las prestaciones y la comodidad de los de ordenadores de mesa.
- Los teclados suelen ser menos manejables que los externos. Son más pequeños, pese a los nuevos portátiles con pantalla más panorámica. El tecleo con ellos no suele ser tan preciso como con los teclados de sobremesa.
- Puede ser imposible, o por lo menos caro, colocar otro disco duro además del principal.
- Algunos modelos suelen calentarse en exceso por la mala ventilación que tienen, debido a un mal diseño por parte del fabricante, teniendo pequeños orificios y un ventilador tipo turbina pequeño. Esto conlleva a los siguientes problemas como: Apagados de emergencia, haciendo que el trabajo se pierda de manera repentina. Ralentizaciones, debido a que el sistema disminuye la velocidad del procesador para que este pueda enfriarse y no producir daños al equipo.

Para solventar estos problemas se han fabricado varias soluciones, especialmente la primera. Existen en el mercado soportes para ordenadores portátiles regulables en altura, con lo cual se logra colocar el borde superior de la pantalla en la línea de los ojos. Desgraciadamente, una solución así dificulta mucho utilizar el teclado, al estar mucho más alto el aparato y exigir tener los brazos en vilo permanentemente.Los portátiles equipados con varios puertos USB admiten el mismo tipo de teclado y de ratón que se utilizan para las máquinas de escritorio. Sin embargo, en muchos equipos del siglo XX y primera década del siglo XXI, solo podía conectarse un periférico por este sistema, posteriormente se ha ido incrementando el número. Dicho incremento ha permitido también conectar discos duros externos, pese a que estos dispositivos sufren una demora en el acceso a los datos por necesitar arrancar la primera vez que se les hace trabajar.
También se han diseñado bases enfriadoras para portátiles donde se coloca encima la computadora. Estas suelen llevar uno o más ventiladores USB que extraen o ingresan aire al interior de la base del portátil. Sin embargo queda desaprovechado un puerto USB, por lo que solo utiliza los 5 voltios del mismo, además queda más alto el aparato y dificulta usar el teclado.

## Precio
Antes de 2008, las laptops eran considerablemente costosas. En mayo de 2005, el precio promedio de una laptop era de $1,131 USD, mientras que las computadoras de escritorio se vendían por un promedio de $696 USD. Sin embargo, alrededor de 2008, los precios de las laptops disminuyeron significativamente gracias a la introducción de netbooks de bajo costo, con un precio promedio de $689 USD en tiendas minoristas de Estados Unidos en agosto de ese año.
Desde la década de 2010, los precios de las laptops han bajado aún más en el segmento de gama baja, impulsados por el uso de procesadores Arm económicos y de bajo consumo, sistemas operativos menos exigentes como ChromeOS, y tecnologías de sistemas en chip (SoC). Para 2023, es posible adquirir una laptop nueva por tan solo $299 USD.